# Charles Robert Richet
Charles Robert Richet (París, 26 de agosto de 1850-París, 4 de diciembre de 1935) fue un médico y fisiólogo francés. Premio Nobel de Medicina en 1913 en reconocimiento a sus trabajos sobre la anafilaxia

## Biografía
Hijo de Alfredo Richet y de su esposa Eugenia. Estudió en su ciudad natal, se graduó como doctor de Medicina en 1869, doctor en Ciencias en 1878 y, como su padre, profesor, en este caso de la Cátedra de Fisiología en la Facultad de Medicina de París a partir de 1887. 
Durante 24 años, desde 1878 a 1902, fue editor de la Revista Científica y desde 1917, coeditor del Journal de Fisiología y Patología General. Publicó artículos sobre fisiología, química, patología experimental. 
En fisiología trabajó sobre los mecanismos de la termorregulación en animales de sangre caliente. Antes de sus investigaciones (1885 –1895) sobre polipnea y temblor debido a temperaturas, poco era conocido sobre los métodos por los cuales los animales deprivados de su transpiración cutánea pueden protegerse del exceso de calor y cómo animales enfriados podían calentarse a sí mismos.
En terapéutica experimental, Richet demostró que la sangre de animales vacunados contra una infección protege contra la misma (noviembre de 1888). Aplicando estos principios a la tuberculosis, hizo la primera inyección seroterapéutica en el hombre, el 6 de diciembre de 1890.
Inventó la palabra anafilaxia para designar la sensibilidad desarrollada por un organismo después de recibir una inyección parenteral de un coloide, sustancia proteica o toxina (1902), pudiendo así afirmar que la inyección parenteral de sustancias proteicas modifica profunda y permanentemente la constitución química de los fluidos corporales.
Las aplicaciones de la anafilaxia en medicina son extremadamente numerosas. Más adelante demostró los fenómenos de la Anafilaxia Pasiva y la Anafilaxia in vitro. La mayoría de los trabajos de fisiología de Charles Richet, publicados en diversas revistas científicas fueron recopilados y publicados en Travaux du Laboratoire de la Faculté de Médecine de Paris (Alcan, París, 6 vols. 1890 -1911).
Catedrático de Fisiología y profesor de la Sorbona, miembro del Instituto de Francia, presidente de la Sociedad de Biología, el 11 de diciembre de 1913 fue galardonado con el Premio Nobel de Medicina por sus investigaciones sobre anafilaxia. 
Tras la Primera Guerra Mundial fue nombrado vicepresidente de la Sociedad Eugenésica de Francia, contribuyendo con su prestigio a popularizar las teorías eugenésicas entre la población francesa. En Sélection humaine, escrito en 1912 y publicado en 1919, presentó con éxito sus ideas; desde un reduccionismo biológico, y aunque no negaba las influencias ambientales, sostenía que la herencia genética era el factor clave en la existencia humana. De ideas abiertamente racistas y supremacistas («no creo para nada en la igualdad de las razas humanas»), alentó la jerarquización racial (presentaba a los negros como cercanos a los monos), la prohibición de matrimonios entre blancos y mujeres de otras razas (así como entre otras categorías de personas: inferiores, deformes, criminales, maníacos o imbéciles), la eliminación de los recién nacidos con taras físicas, y la castración y esterilización de adultos degenerados.
Richet fue también uno de los más representativos pioneros de la investigación llamada en su tiempo metapsíquica, término sustituido después por el acuñado por Max Dessoir: parapsicología. Richet publicó sus conclusiones en su voluminoso Tratado de Metapsíquica. Cuarenta años de trabajos psíquicos, así como en El porvenir y la premonición, traducidos ambos al español por la ed. Araluce: en 1923 el primero, con elogioso prólogo del inmunólogo español Jaime Ferrán, y en 1932 el segundo.
Asimismo, dedicó parte de su tiempo a escribir obras de arte dramático.

## Obra
La obras de Richet sobre temas parapsicológicos, que dominaron sus últimos años, incluyen:
- Traité de Métapsychique (Tratado de Metapsíquica, 1922),[2]
- Notre Sixième Sens (Nuestro Sexto Sentido, 1928),
- L'Avenir et la Prémonition (El Futuro y la Premonición, 1931)
- La Grande Espérance (La Gran Esperanza, 1933).
- Maxwell, J & Richet, C. Metapsychical Phenomena: Methods and Observations (Londres: Duckworth, 1905).
- Richet, C. Physiologie Travaux du Laboratoire (París: Felix Alcan, 1909)
- Richet, C. La Sélection Humaine (París: Felix Alcan, 1919)
- Richet, C. Thirty Years of Psychical Research (New York: The Macmillan Co. 1923).
- Richet, C. Our Sixth Sense (Londres: Rider, 1928).